# Christoph von Dohnányi
Christoph von Dohnányi (Berlin, 1929. szeptember 8. –) német karmester.

## Élete
1929-ben Christine Bonhoeffer és dr. Hans von Dohnanyi Adolf Hitler elleni összeesküvés miatt 1945-ben kivégzett jogász harmadik fiaként, Berlinben született.
Jogtudományt és zenét tanult Münchenben (utóbbit nagyapja Dohnányi Ernő vezetésével). Huszonhét évesen a lübecki német operaház legfiatalabb általános zeneigazgatója lett.
1962-ben a Salzburgi Ünnepi Játékokon vezényelt Mozart-koncertet, 1966-ban Hans Werner Henze Die Bassariden című darabját a Bécsi Filharmonikusokkal, 1969-ben Mozartot, Alfred Brendellel, 1973-ban szintén Mozartot Heinz Holligerrel, 1978-ban A rózsalovagot dirigálta Gundula Janowitz, Kurt Moll, Lucia Popp és Luciano Pavarotti közreműködésével és egy koncertetet Anja Siljával, 1979-ben egy hangversenyt Bruno Leonardo Gelber argentin zongoraművésszel, 1980-ban egy koncertet Mozart zenéjével, 1981-ben Baal Friedrich Cerha Martha Mödllel és egyet Michel Béroff zongoristával, 1990-ben egy hangversenyt a Cleveland Zenekarral és egy Ucsida Micukóval, 1992-ben a Salomét Catherine Malfitanóval és Bryn Terfellel, koncertet a Cleveland Orchestrával Bo Skovhusszal, Silja és José van Dam, 1993-ban Così fan tutte Jennifer Larmore, Cecilia Bartoli, Bruce Ford és Ferruccio Furlanetto közreműködésével, 1994-ben két koncertet vezényelt a Cleveland Zenekarral, 1995-ben A kékszakállú herceg vára Bartóktól Jessye Normannal, 1996-ban a Cleveland Orchestra koncert Pierre-Laurent Aimard-ral és egy Brendel, 1997-ben A varázsfuvola következett Robert Lloyddal, Piotr Beczałával, Hermann Prey-jel, Natalie Dessay-vel, 2001-ben Sylvia McNairrel, Susan Graham és Diana Damrau közreműködésével.
1964 és 1969 között a Kölni WDR Szimfonikus Zenekar, 1967 és 1977 között a Frankfurti Opera (Frankfurt am Main) vezető karmestere volt.
A velencei La Fenicében 1966-ban a kölni Westdeutscher Rundfunk Orchestra koncertjét, 1971-ben pedig a Teatro La Fenice Zenekarát vezényelte.
A Skót Operában 1970-ben Szergej Prokofjev A tüzes angyal című művét vezényelte az edinburghi King's Theatre-ben Silja és Agnes Baltsával a Frankfurti Opera számára, majd 1983-ban A varázsfuvolát a Hamburgi Operával az edinburghi Playhouse Színházban.
A milánói Teatro alla Scalában 1971-ben három koncertet vezényelt, 1977-ben a Moses und Aront Paolo Montarsolóval, 1981-ben három koncertet adott Richard Stoltzmannal, 2000-ben a Philharmonia Zenekarral és Gidon Kremerrel, 2012-ben pedig három hangversenyt a Filarmonica della Scalával.
A New York-i Metropolitan Operaházban 1972-ben debütált a Falstaff (Verdi) vezényletével Renata Tebaldi, Regina Resnik és Luigi Alva társaságában, valamint 1973-ban A rózsalovag Leonie Rysanek és Walter Berry közreműködésével.
A bécsi Staatsoperben 1972-ben debütált a Saloméval Siljával, majd a Luluval, 1973-ban a Moses und Aron, 1974-ben a Parsifal (opera) Gottlob Frick és A varázsfuvola, 1975-ben A nürnbergi mesterdalnokokkal és James King tenorral, 1976-ban a Kabale und Liebe Gottfried von Einem Bernd Weikl darabját Silja és Erich Kunz társaságában, 1981-ben Cerha Baal, 1984-ben a Die Frau ohne Schatten, 1992-ben A Rajna kincse Siegfried Jerusalem és Plácido Domingo, A walkür Waltraud Meier és Hildegard Behrens, 1993-ban Az istenek alkonya és Siegfried 2001-ben pedig az Ariadné Naxosz szigeténnel érte el a 96 bécsi előadást.
A londoni Covent Garden Királyi Operaházban 1974-ben a Salomét vezényelte Gwyneth Jonesszal, 1976-ban a Figaro házasságát Wladimiro Ganzarollival, Teresa Stratasszal és Weikllel, 1984-ben a Wozzecket José van Dammal, Siljával és Kinggel. 1987-ben a Frau ohne Schatten ment Helga Dernesch-sel, 1990-ben A nürnbergi mesterdalnokok Felicity Lott-tal, Prey-vel és a Fidelio Lloyddal, 1992-ben A bolygó hollandi és 2004-ben az Arabella (opera) Barbara Bonney-val, Karita Mattilával, Damrauval és Thomas Hampsonnal.
1978 óta a hamburgi Szabad Művészeti Akadémia tagja. Pályafutása során az Oper Frankfurt (1972–1977) és a Hamburgische Staatsoper (1977–1984) karmestere volt. Zenei igazgatóként 1984–2002 között vezette a Cleveland Orchestrát, a London Philharmonia Zenekart vezető karmestereként (1997–2008), az Orchestre de Paris-t (1998–2000) és az NDR Szimfonikus Zenekart (Norddeutscher Rundfunk (2004–2014).
Az Opéra National de Paris-ban 1980-ban a Die Frau ohne Schattent vezényelte Behrensszel és Jonesszal, 1982-ben a Lohengrint Lloyddal és Anna Tomowa-Sintow-val, 1985-ben a Wozzecket Siljával és 2005-ben az Elektrát Richard Strausstól Jerry Hadley-vel.
2012-ben a Salle Pleyelben rendezte a A kékszakállú herceg várát.
Intenzív és rendszeres együttműködője a következő zenekaroknak: Berliner Philharmoniker, Orchéstre de l'Opéra de Paris, Wiener Philharmoniker, Orchester der Oper Zürich, Cleveland Orchestra és Filarmonica della Scala. Felvételei között szerepel Mozart, Beethoven, Janáček, Mahler, Bruckner, Webern, Bach, Ravel, Muszorgszkij, Schumann, Dvořák, Schönberg, Berg, Bartók, Mendelssohn-Bartholdy, Brahms, Ives, Lutoslawski, Ruggles, Busoni, Csajkovszkij kompozíciói. Richard Strauss, Schubert, Glass, Wagner, Schnittke, Stravinsky.

## Magánélete
Feleségül vette Renate Zillessen német színésznőt, akinek tőle két gyermeke született (Katja és Justus von Dohnányi), majd feleségül vette Anja Silját, akinek tőle három gyermeke született, végül Barbara Kollert.

## Aktuális feladatai
- 2004 óta: az Ndr Sinfonieorchester főigazgatója (főkarmestere).
- 2008 óta: a Filharmónia Zenekar tiszteletbeli karmestere.

## Frissebb operaprodukciói
- Idomeneo (Zürichi Operaház, 2003. január 12.)
- Elektra (Zürichi Operaház, 2003. december 13.)
- A bolygó hollandi (Zürichi Operaház, 2004. december 4.)
- Elektra (Opéra Bastille, 2005. június 18.)
- Ariadné Naxosz szigetén (Zürichi Operaház, 2006. december 16.)

## Nélkülözhetetlen videó diszkográfia
DVD
- Richard Strauss: "Ariadne auf Naxos". [2011. július 4-i dátummal az eredetiből archiválva]. (Hozzáférés: 2023. július 31.)
- Richard Strauss: "Elektra". [2012. december 2-i dátummal az eredetiből archiválva]. (Hozzáférés: 2023. július 31.)
- Richard Strauss: "Salome"

Sacd
- Dvořák + Smetana

CD
- Adams: Century Rolls, Lollapalooza, Slonimsky's Earbox – Christoph von Dohnanyi / Cleveland Orchestra / Emanuel Axe, 2000, Nonesuch
- Beethoven: 1. és 2. szimfónia – Christoph von Dohnanyi/Cleveland Orchestra, 1989, Telarc
- Beethoven: 3. szimfónia – „Eroica” – Christoph von Dohnanyi/Cleveland Orchestra, 1984, Telarc
- Beethoven: 5. és 7. szimfónia – Christoph von Dohnanyi/Cleveland Orchestra, 1988, Telarc
- Beethoven: 6. szimfónia "Pastorale" & Leonora 3. nyitány – Christoph von Dohnanyi/Cleveland Orchestra, 1987, Telarc
- Beethoven: 9. szimfónia – Christoph von Dohnanyi/Cleveland Orchestra, 1985, Telarc
- Beethoven (Mahler-átirat): 11. vonósnégyes – Brahms (Scoenberg-hangszerelés): I. zongorakvartett – Christoph von Dohnanyi/ Wiener Philharmoniker, 1996, Decca
- Berg Schoenberg – Wozzeck/Erwartung – Dohnanyi/Wächter/Silja/Winkler, 1979, Decca
- Brahms: Hegedűverseny – Thomas Zehetmair – Christoph von Dohnanyi/Cleveland Orchestra/Thomas Zehetmair, 1992, Teldec
- Glass Schnittke – 5. hegedűkoncert /Concerto. grosso – Kremer/Dohnanyi/WPO, 1991/1992, Deutsche Grammophon
- Mendelssohn, 1-5. szimfónia/Hebridák/Calm Seas/Walpurgis/Athalia – Dohnanyi/WPO, 1976/1979, Decca
- Mendelssohn: 3. szimfónia – „Skót” – Christoph von Dohnanyi/Cleveland Orchestra/Cleveland Orchestra Chorus, 1988, Telarc
- Schnittke: 1&5. Concerto Grosso – Európa Kamarazenekar / Christoph von Dohnanyi / Gidon Kremer / Heinrich Schiff / Wiener Philharmoniker, 2002, Deutsche Grammophon
- Smetana: Hazám/Nyitányok és táncok – Dohnányi/Cleveland Orchestra, 1993/1994, Decca
- Richard Strauss: Salome, Bécsi Filharmonikusok, Grosser Saal, Wiener Konzerthaus, 1994
- Csajkovszkij: 6. szimfónia – Polonéz Jevgenyij Onegintől – Christoph von Dohnanyi/Cleveland Orchestra, 1987, Telarc
- Richard Wagner: A Rajna kincse, A Cleveland Orchestra, Severance Hall, Cleveland, Ohio, Dohnanyi/Hale/Schwarz/Begley, 1993
- Richard Wagner: A valkür, A Cleveland Orchestra, Severance Hall, Cleveland, Ohio, 1992
- Wiener Philharmoniker: Ludwig van Beethoven: Fidelio'. [2013. március 7-i dátummal az eredetiből archiválva]. (Hozzáférés: 2023. július 31.)
- Richard Wagner: A bolygó hollandi, Bécsi Filharmonikusok, Großer Saal, Konzerthaus, Dohnanyi/Hale/Behrens/Rydl, Bécs, 1991

## Fordítás
- Ez a szócikk részben vagy egészben  a   Christoph von Dohnányi című olasz Wikipédia-szócikk ezen változatának fordításán alapul.  Az eredeti cikk szerkesztőit annak laptörténete sorolja fel. Ez a jelzés csupán a megfogalmazás eredetét és a szerzői jogokat jelzi, nem szolgál a cikkben szereplő információk forrásmegjelöléseként.

## Díjai
- Ditson Conductor's Award (1999)